# Friedrich Seemann (Jurist)
Friedrich Bernhard Seemann (* 5. August 1906 in Oldenburg; † 24. August 1947 in Tschenstochau) war ein deutscher Jurist zur Zeit des Nationalsozialismus und Kreishauptmann im deutsch besetzten Polen.

## Leben
Seemann, Sohn eines Ministerialamtmannes, besuchte bis 1916 die Volksschule und beendete seine Schullaufbahn 1925 mit dem Abitur. Danach studierte er Volkswirtschaft und Rechtswissenschaft an den Universitäten Tübingen, München und Göttingen. Anschließend absolvierte er seine Referendariatszeit an Gerichten, Verwaltungsabteilungen und bei Rechtsanwälten. Das zweite juristische Staatsexamen legte er im Oktober 1932 ab. Danach war Seemann als angestellter Rechtsanwalt beschäftigt und ab Februar 1933 beim Amtsgericht Delmenhorst und später beim Landgericht Oldenburg zugelassen. Seemann promovierte 1938 zum Dr. jur.
Seemann war ab Anfang November 1931 Mitglied der NSDAP (Mitgliedsnummer 753.945), sein Mitgliedsbuch wurde aber erst im Oktober 1933 erstellt. Im Juli 1933 wurde Seemann Mitglied der SA. Politisch betätigte er sich als Schulungsreferent, politischer Gaufachredner für Rechtsfragen und Schulungsredner. Er gehörte zudem dem NS-Rechtswahrerbund an und wurde Kreisgruppenführer dieser Organisation in Delmenhorst und Oldenburg-Land. Ab Sommer 1934 leitete er die Rechtsbetreuungsstelle Delmenhorst, gehörte dem Vorstand der Anwaltskammer Delmenhorst an und leitete das dortige Kreisrechtsamt. Am 27. Juli 1935 wurde er Ratsherr der Stadt Delmenhorst. Ab Dezember 1935 leitete er die Hauptstelle Schulung im Gaurechtsamt Weser-Ems. Im Januar 1938 bewarb er sich erfolgreich beim Obersten Parteigericht der NSDAP in München.
Während des Zweiten Weltkrieges war Seemann ab dem 27. November 1939 Leiter des Präsidialbüros im Distriktamt Warschau im Generalgouvernement und seit April 1941 Leiter des Amtes für Raumordnung, sein Vorgesetzter und Gouverneur in Warschau war Ludwig Fischer. Im Distrikt Warschau übernahm er wahrscheinlich zunächst kommissarisch den Posten des Kreishauptmanns in Siedlce von Friedrich Gercke, der ab August 1941 als Kreishauptmann nach Kałusz in den neu eroberten Distrikt Galizien wechselte. Als Kreishauptmann von Siedlce berichtete er am 4. Februar 1942 über Ereignisse in seinem Bezirk vom Januar 1942:
„10 Juden wurden abgeführt, als sie unberechtigt den jüdischen Wohnbezirk verlassen hatten und auf dem Markt zu handeln versuchten. Sie wurden auf der Flucht erschossen. Ein Jude sollte in Losice verhaftet werden, weil er seinen Pelz nicht abgegeben hatte. Auch er flüchtete und wurde erschossen.“
Im Mai 1942 befahl im Bezirk Siedlce Kreishauptmann Seemann den Umzug der dort heimischen „Zigeuner“ bis zum 15. Juni 1942 in den jüdischen Wohnbezirk Siedlce. Im August wurde das Ghetto aufgelöst und die Juden und „Zigeuner“ in das Vernichtungslager Treblinka deportiert, wo sie ermordet wurden.
Nach Kriegsende wurde Seemann interniert und gemäß der Moskauer Deklaration, nach der nationalsozialistische Verbrecher an den Ort ihrer Verbrechen zu überstellen waren, am 25. Februar 1947 an die Volksrepublik Polen ausgeliefert. Ein halbes Jahr später beging er in polnischer Untersuchungshaft Suizid.

## Schriften
- Die clausula rebus sic stantibus als völkerrechtliche Revisionsnorm, Dissertation. Göttingen 1939 DNB